# Tanderrum
Ein Tanderrum, auch englisch: Freedom of the Bush oder Buschfrieden genannt, ist eine Zeremonie der Aboriginesstämme der Kulin und weiterer Stämme in Victoria, die den Durchgang oder die Nutzung von Land für Nichtstammesmitglieder ermöglicht. In einem gleichsam diplomatischen Ritual bringen Landbesitzer im rituellen Austausch von Geschenken die Gastfreundschaft zum Ausdruck.

## Interpretation
Besuchen sich Stämme, werden von den elders (Stammesältesten) stellvertretend Gruppen gebildet, die sich sodann untereinander kennenlernen. Eucalyptusblätter kennzeichnen die Teilhabe an den natürlichen Ressourcen. Wasser wird in Behältnisse aufgeteilt, durch Strohhalme gesaugt, um den Gästen zu demonstrieren, dass das Wasser nicht vergiftet ist.

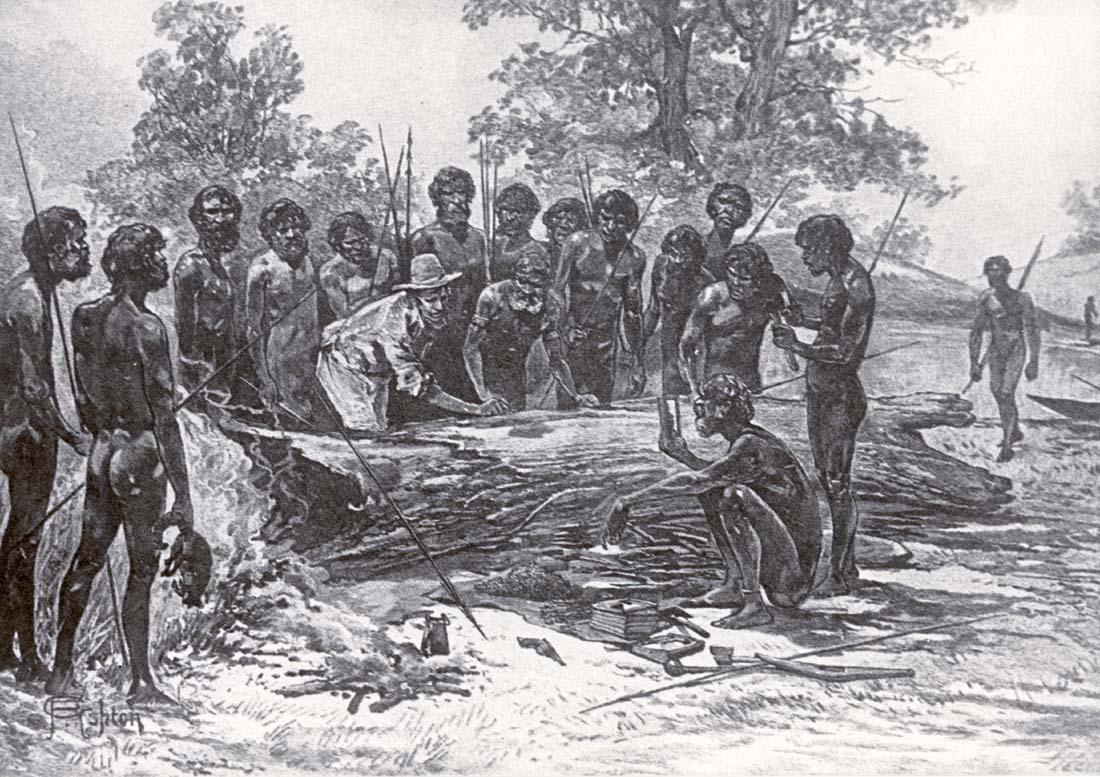
Vertragsunterzeichnung im Jahre 1835 nach einem Bild von 1880, die die Aborigines vermutlich als Tanderrum interpretierten

Der am 6. Juni 1835 unterzeichnete Batman’s Treaty, in dem die Aborigines den Weißen angeblich Landbesitz zusicherten, unterschiedlicher historischer Überlieferungen zufolge ein Tanderrum-Zeremoniell der Wurundjeri und Bunurong-Stämme. Die Wurundjeri und Bunurong waren in den ersten Jahren der Gründung Melbournes den europäischen Siedlern gegenüber gastfreundlich gesinnt, während andere Stämme Widerstand gegen die Enteignung ihres Landes leisteten.
William Thomas, der Assistant Protector of Aborigines in der Region von Port Phillip, beschrieb eine Tanderrum-Zeremonie durch die Wurundjeri aus dem Jahre 1845.
Tanderrum-Zeremonien werden auch heute noch manchmal von den Elders der Wurundjeri als Teil eines Begrüßungsprotokolls abgehalten.

## Skulptur
Ein Künstler der Aborigines Ellen Jose hat eine Skulptur im Jahre 1997 auf Herring Island im Herring Island Environmental Sculpture Park gemeinsam mit dem Ältesten der Wurundjeri Joy Murphy geschaffen, die den Namen Tanderrum (coming together) erhielt. Der Nationalpark beschreibt die Figur folgendermaßen:

„Tanderrum (coming together) brings together concepts of pride, culture and spirit and the work symbolises the coming together of the Kulin nation as one people. It links the symbols and Legends of the Dreaming with ancestral bird spirits and totems of the five clan groups.“

„Tanderrum (Zusammenkommen) bringt die Vorstellung von Ahnenstolz, Kultur und Geist zusammen und die Skulptur symbolisiert das Zusammenkommen der Kulin zu einem Volk. Es verbindet die Symbole, Legenden der Traumzeit mit den Schöpfungsgeistern und Totems der fünf Stämme.“